# Калояновско македонско благотворително братство
Калояновското македонско благотворително културно-просветно братство „Гоце Делчев“ е организация на бежанците от областта Македония, установили се в пловдивското село Калояново.

## История
Към май 1938 година управителния съвет на братството включва Илия Димитров Киряков (председател), Тодор Янев Богоев (секретар), Атанас Запрянов, Киро Ангелов Киряков и Ангел Костов Греков са членове. В проверителния съвет са Кръстю Манолов Демерджиев (председател), Димитър Боцов (член) и Стефан Атанасов Кръначев (член).